# Quissele
Quissele é uma vila angolana que se localiza na província de Malanje.